# Mike Mordecai
Michael Howard Mordecai (né le 13 décembre 1967 à Birmingham, Alabama, États-Unis) est un ancien joueur de baseball. Il évolue dans la Ligue majeure de baseball de 1994 à 2005.
Mike Mordecai évolue aux postes de joueur de troisième but, de deuxième but et d'arrêt-court pour les Braves d'Atlanta de 1994 à 1997, pour les Expos de Montréal de 1998 à 2002, et pour les Marlins de la Floride de 2002 à 2005. Il fait partie de l'équipe des Braves championne de la Série mondiale 1995 et de celle des Marlins championne de la Série mondiale 2003.

## Carrière

### Braves d'Atlanta
D'abord repêché par les Pirates de Pittsburgh au 33e tour de sélection en 1986 sans signer avec cette équipe, Mike Mordecai signe son premier contrat professionnel avec les Braves d'Atlanta, qui réclament le joueur des Jaguars de South Alabama au 6e tour de sélection du repêchage amateur de 1989.
Il fait ses débuts dans le baseball majeur avec Atlanta le 8 mai 1994. Joueur réserviste obtenant peu de temps de jeu, il est employé surtout comme frappeur suppléant dans les séries éliminatoires et fait partie de l'équipe des Braves qui remporte la Série mondiale 1995. Il joue un rôle dans le parcours vers le titre, notamment dans le second duel de la Série de divisions contre Colorado, alors que son coup sûr comme frappeur suppléant donne aux Braves les devants dans une 9e manche de 4 points qui permet à Atlanta de l'emporter. 

### Expos de Montréal
Devenu agent libre, Mordecai rejoint les Expos de Montréal en 1998. Il obtient un peu plus de temps de jeu à Montréal, disputant un sommet personnel de 109 parties en une année lors de la saison 1999, mais demeure néanmoins un joueur de champ intérieur réserviste. 
Mordecai passe aux Marlins de la Floride dans une transaction majeure survenue le 11 juillet 2002. Avec le lanceur partant droitier Carl Pavano, le lanceur de relève gaucher Graeme Lloyd et le lanceur droitier Justin Wayne, Mordecai est transféré aux Marlins tandis que les Expos de Montréal font l'acquisition du voltigeur Cliff Floyd, du joueur de deuxième but et voltigeur Wilton Guerrero ainsi que du lanceur droitier Claudio Vargas.

### Marlins de la Floride
À Miami, Mordecai a la chance de faire partie d'un second club champion de la Série mondiale, même s'il ne fait aucune apparition dans la Série mondiale 2003 gagnée par les Marlins. Il joue toutefois un rôle important dans la Série de championnat 2003 de la Ligue nationale contre les Cubs de Chicago. Lors de la fameuse 8e manche du 6e match, marquée par l'incident de Steve Bartman, il frappe contre le lanceur Kyle Farnsworth un double avec les buts remplis pour faire marquer trois points et augmenter de 4-3 à 7-3 l'avance des Marlins.
En 2005, Mordecai est le gérant des Jammers de Jamestown, un club de ligue mineure alors affilié aux Marlins. Ces derniers lui donnent toutefois la chance de jouer deux matchs avec le club de Miami en fin de saison, lui permettant le 21 septembre 2005 de compléter dans les majeures sa carrière de joueur.
De 1994 à 2005, Mike Mordecai a disputé 793 matchs des majeures et compilé 333 coups sûrs, dont 75 doubles et 24 circuits, 157 points marqués et 132 points produits. Sa moyenne au bâton en carrière se chiffre à ,244.